# 遠見山古墳
遠見山古墳（とおみやまこふん）は、群馬県前橋市総社町総社にある古墳。形状は前方後円墳。総社古墳群を構成する古墳の1つ。国の史跡に指定されている（史跡「総社古墳群」のうち）。

## 概要
| 支群 | 古墳名        | 形状       | 規模      | 埋葬施設       | 築造時期 | 史跡指定 |
| ---- | ------------- | ---------- | --------- | -------------- | -------- | -------- |
| 北   | 遠見山古墳    | 前方後円墳 | 墳丘長88m | 竪穴式石室?    | 5c後半   | 国史跡   |
| 南   | 王山古墳      | 前方後円墳 | 墳丘長76m | 横穴式石室     | 6c初頭   | 市史跡   |
| 南   | 王河原山古墳? | 前方後円墳 |           |                |          | （消滅） |
| 北   | 二子山古墳    | 前方後円墳 | 墳丘長90m | 横穴式石室2基  | 6c後半   | 国史跡   |
| 北   | 愛宕山古墳    | 方墳       | 一辺56m   | 横穴式石室     | 7c前半   | 国史跡   |
| 北   | 宝塔山古墳    | 方墳       | 一辺66m   | 複室横穴式石室 | 7c中葉   | 国史跡   |
| 北   | 蛇穴山古墳    | 方墳       | 一辺44m   | 横穴式石室     | 7c後半   | 国史跡   |

群馬県中部、榛名山東南麓・利根川西岸の前橋台地上に築造された古墳である。古墳名は墳丘が総社城の遠見櫓として利用されたことに由来する。これまでに数次の発掘調査が実施されている。
墳形は前方後円形で、前方部を南西方向に向ける。墳丘外表では葺石や円筒埴輪・形象埴輪（人物埴輪など）が確認されているほか、前方部北側テラスでは土師器14点（高坏・大型高坏・坏・直口壺）が集積した祭祀跡が確認されている。また墳丘周囲には周濠が巡らされる。埋葬施設は竪穴式石室と推測されるが、これまでの調査では未確認のため明らかでない。
築造時期は、古墳時代中期の5世紀後半頃と推定される。総社古墳群では最古に位置づけられ、総社地域が古代上毛野地方（上野国）の政治的・文化的中心となる過程を考察するうえで重要視される古墳になる。
古墳域は2024年（令和6年）に国の史跡に指定されている（史跡「総社古墳群」のうち）。

## 遺跡歴
- 総社城絵図に記載[4]。
- 1991年度（平成3年度）、宅地開発に伴う確認調査：第1次調査（前橋市教育委員会、1992年に報告：城川I・II遺跡として）。
- 1994年度（平成6年度）、公民館建設に伴う確認調査：第2次調査（前橋市教育委員会、1995年に報告）。
- 2010年（平成22年）3月19日、前橋市指定史跡に指定[5]。
- 2017-2018年度（平成29-30年度）、範囲確認調査：第3次調査（前橋市教育委員会、2020年に報告）[4]。
- 2021年度（令和3年度）、範囲確認調査（前橋市教育委員会、2023年に報告）。
- 2024年（令和6年）2月21日、国の史跡に指定（史跡「総社古墳群」のうち）。

## 墳丘
墳丘の規模は次の通り。
- 古墳総長：106メートル - 周濠を含めた古墳全長。
- 墳丘長：87.5メートル
- 後円部 直径：52.5メートル
- 前方部 幅：58.0メートル

周濠の外側に外濠が存在すると仮定した場合には、古墳全長は136メートル程度と推定される。
- 後円部墳頂
- 前方部から後円部を望む
- 後円部から前方部を望む
- 出土埴輪
前橋市総社歴史資料館展示。

## 文化財

### 国の史跡
- 遠見山古墳（史跡「総社古墳群」のうち） - 2024年（令和6年）2月21日指定。

## 関連施設
- 前橋市総社歴史資料館（前橋市総社町総社） - 遠見山古墳の出土埴輪を展示。

## 関連文献
（記事執筆に使用していない関連文献）
- 『平成3年度 市内遺跡発掘調査報告書』前橋市教育委員会、1992年。 - リンクは奈良文化財研究所「全国文化財総覧」。
- 『平成4年度 市内遺跡発掘調査報告書』前橋市教育委員会、1993年。 - リンクは奈良文化財研究所「全国文化財総覧」。
- 『平成6年度 市内遺跡発掘調査報告書』前橋市教育委員会、1995年。 - リンクは奈良文化財研究所「全国文化財総覧」。

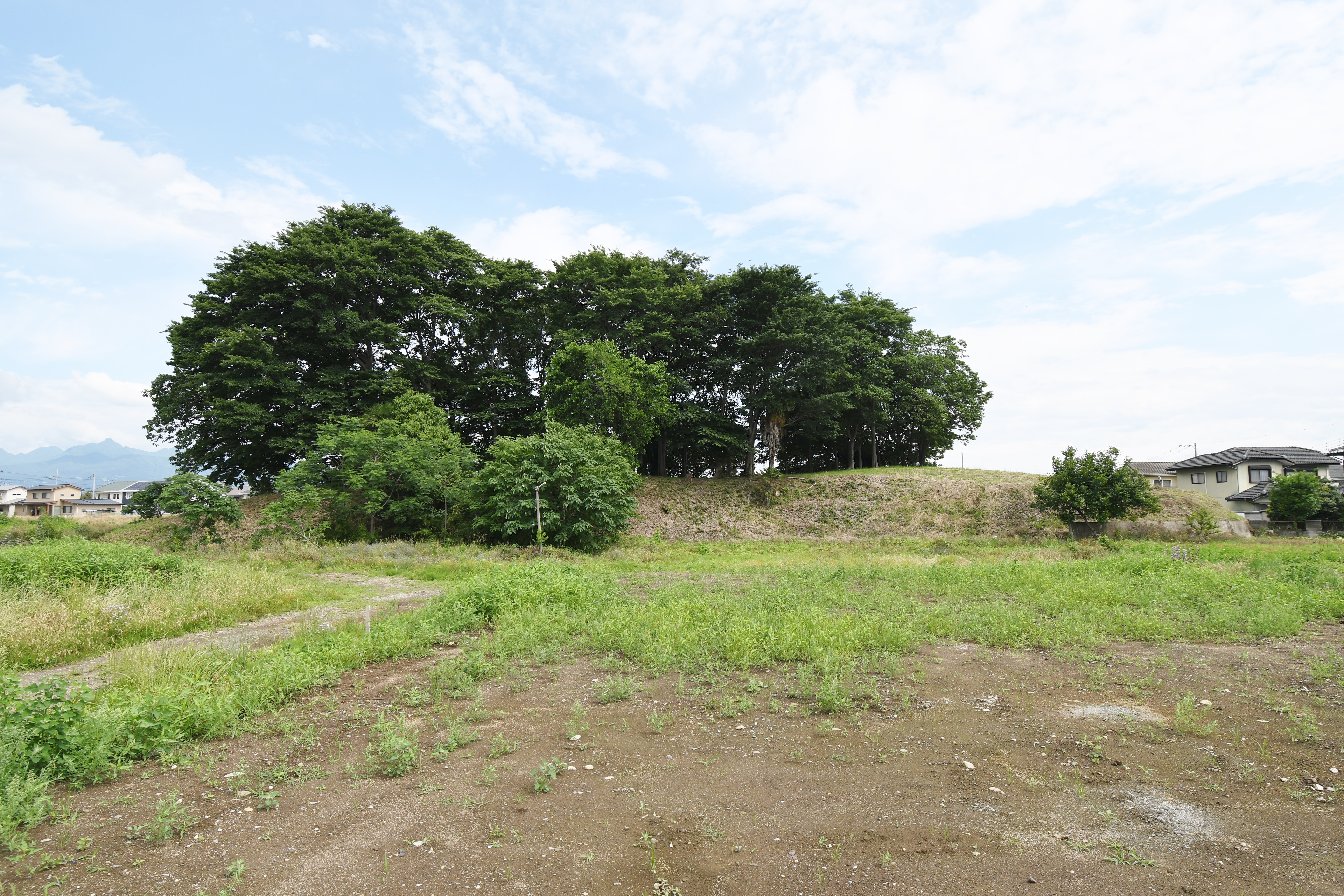
墳丘左に前方部、右に後円部。

- 『総社古墳群 範囲内容確認調査報告書II -遠見山古墳・総社二子山古墳・愛宕山古墳・宝塔山古墳・蛇穴山古墳の調査-』前橋市教育委員会、2023年。 - リンクは奈良文化財研究所「全国文化財総覧」。

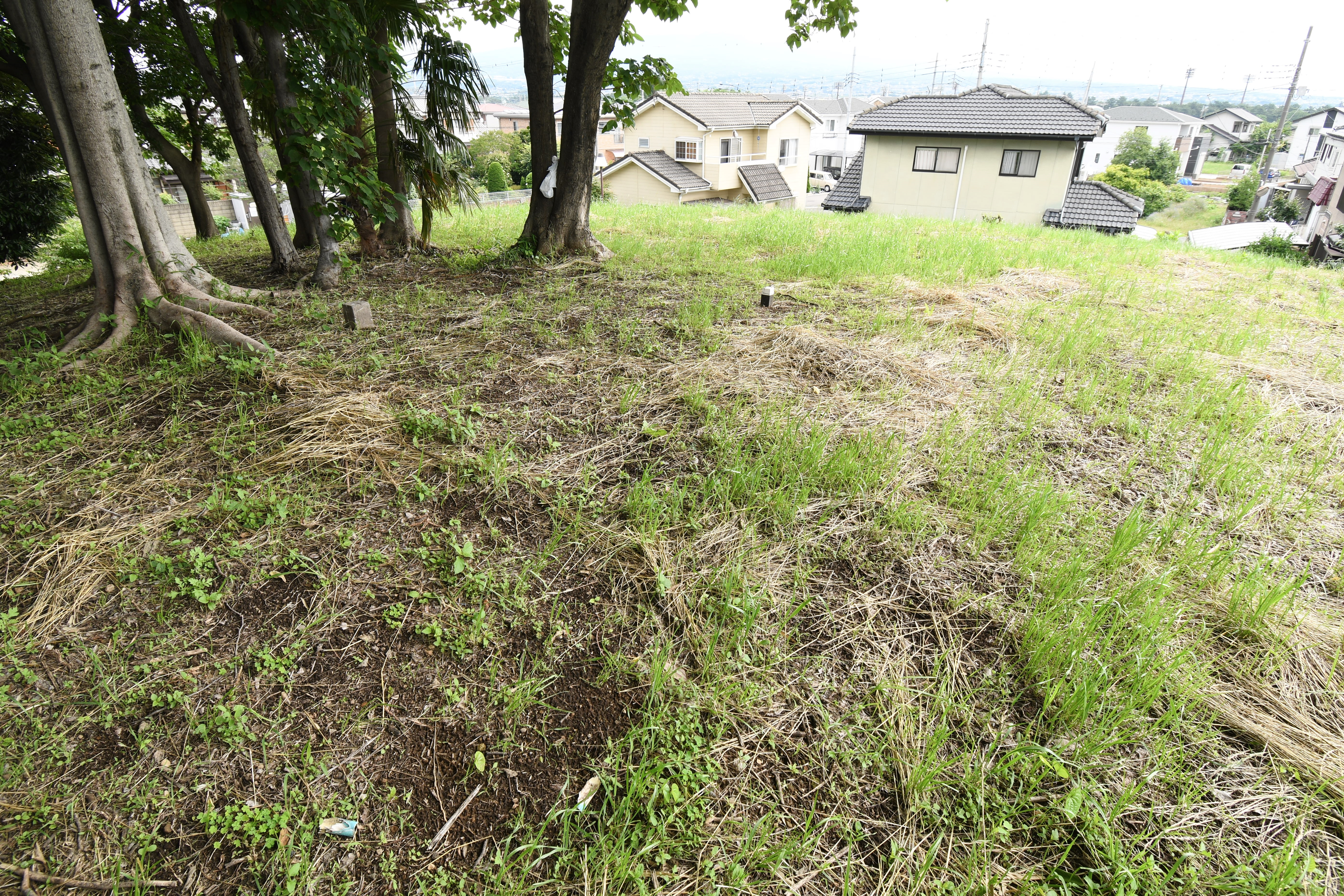
後円部墳頂
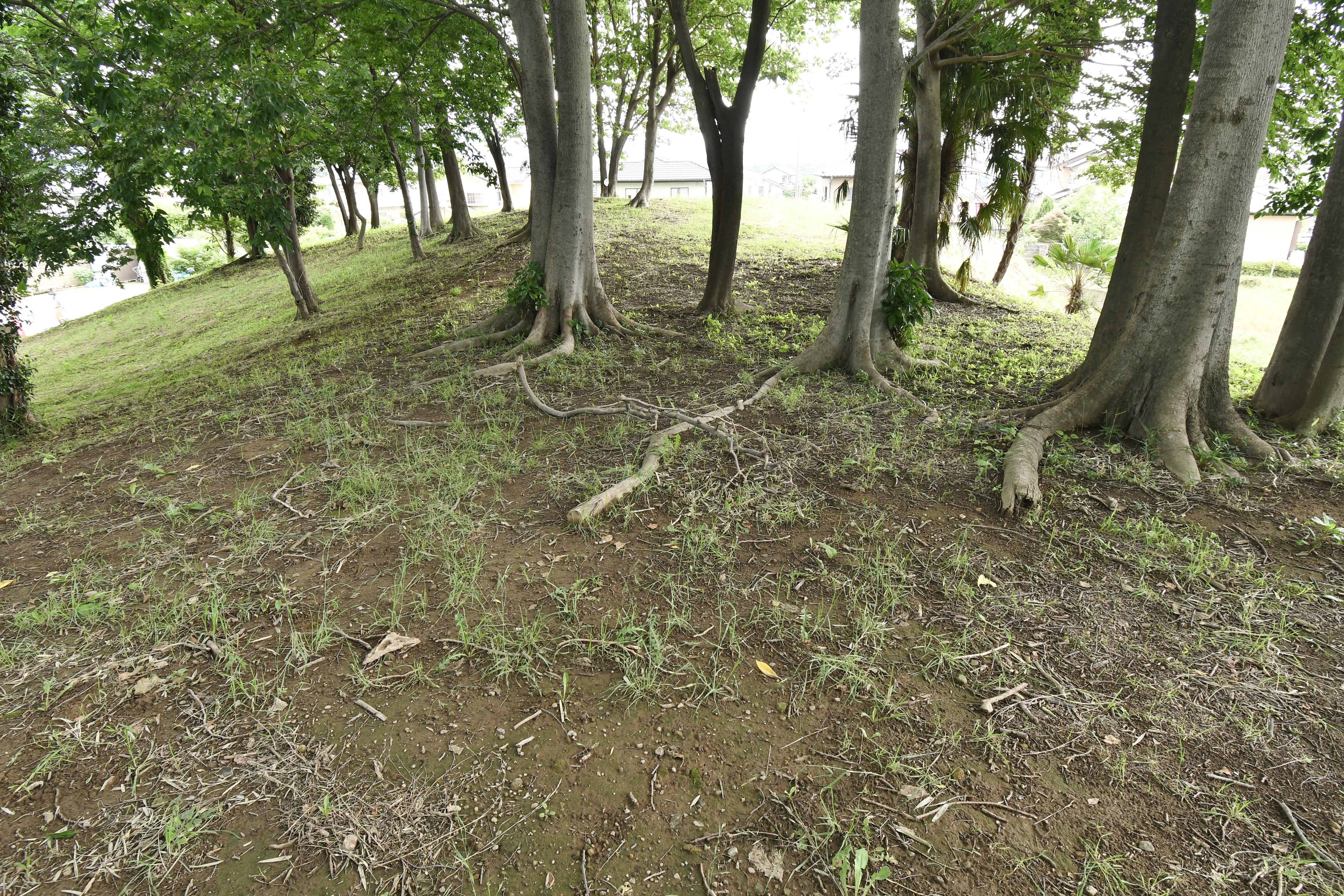
前方部から後円部を望む
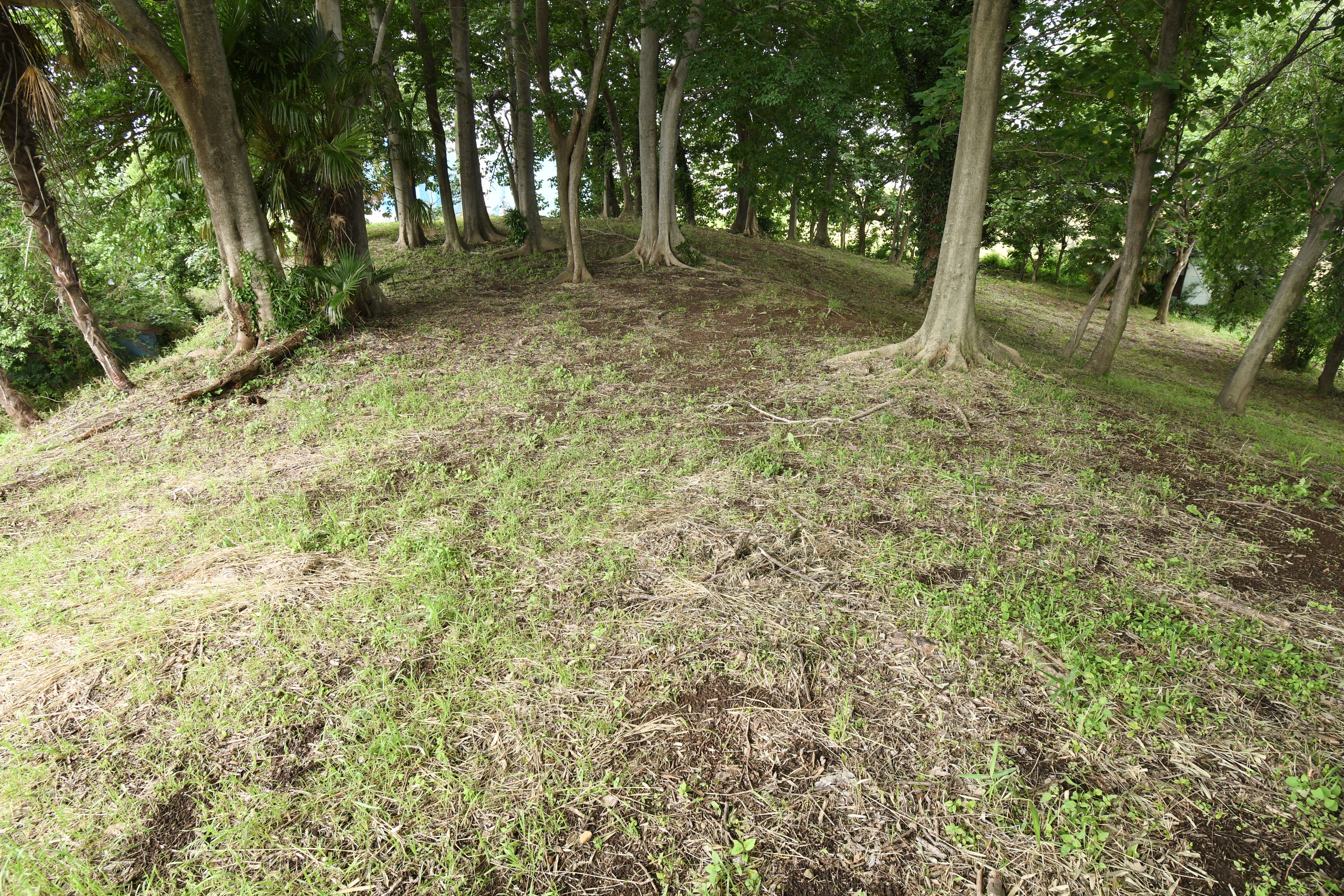
後円部から前方部を望む
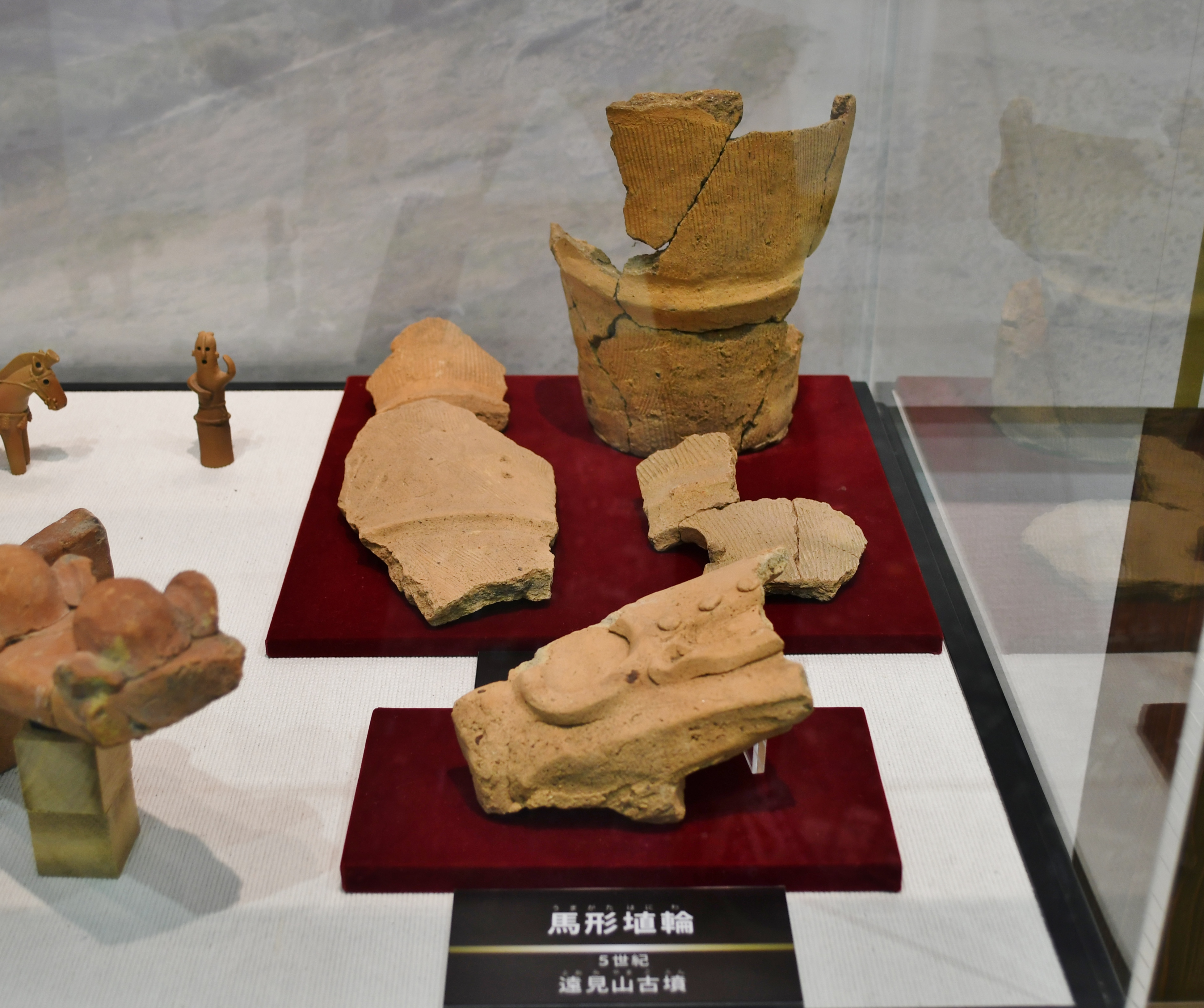
出土埴輪 前橋市総社歴史資料館展示。

- 『総社古墳群総括報告書』前橋市教育委員会、2023年。 - リンクは奈良文化財研究所「全国文化財総覧」。
- 『総社古墳群 範囲内容確認調査報告書III -愛宕山古墳の調査・総社二子山古墳の範囲確認調査・宝塔山古墳、蛇穴山古墳の石室調査-』前橋市教育委員会、2025年。 - リンクは奈良文化財研究所「全国文化財総覧」。